# فالنتاين دي سان بوينت
فالنتاين دو سان بوان ( مولودة باسم آنا جين فالنتاين ماريان جلانس دي سيسيات فيرسيل) (1875 - 1953) كان كاتبة وشاعرة ورسامة وكاتبة مسرحية وناقدة فنية فرنسية، وعملت أيضاً كمصممة رقصات ومحاضرة وصحفية، اشتهرت في المقام الأول بكونها أول امرأة تكتب بيانًا مستقبليًا ، بالإضافة إلى ذلك كانت نشطة أيضًا في الصالونات الباريسية والحركات الأدبية والفنية المرتبطة بالعصر الجميل . 
أثبتت كتاباتها وأدائها لمسرحية الميتاتشوري نظريتها حول الاندماج الكامل للفنون. وإذا ما تم أداؤها بشكل مستتر، فإنها تمثل استكشافًا لعلاقة الجسد بالطبيعة والأنماط الهندسية التي تحكم الشكل والحركة المادية. وقد وجدت عالمية مماثلة في الفن الإسلامي، فاعتنقت الإسلام وانتقلت إلى الإسكندرية، حيث انخرطت أيضًا في السياسة في الشرق الأوسط، وكتبت بكثرة كمدافعة عن استقلال مصر وسوريا عن الحكم الفرنسي.
توفيت عن عمر يناهز 78 عامًا في القاهرة، اسمها عند المسلمين روحية نور الدين، ودفنت في مقابر الإمام الشافعي.

## الحياة المبكرة
فالنتاين هي الطفلة الوحيدة لأليس دي جلانس دي سيسيات وشارلز جوزيف فيرسيل، وهي من ناحية الأم حفيدة الشاعر ألفونس دي لامارتين .   الاسم المستعار دي سانت بوينت، الذي اتخذته عندما دخلت عالم الأدب، يشير إلى بلدة صغيرة في ماكونيه ، في منطقة كلوني حيث كان يوجد قصر أسلافها الشهير.  في عام 1883، توفي والدها. ثم عادت أليس دي جلانس دي سيسيات إلى ماكون مع ابنتها، التي نشأت هناك محاطة بجدتها ومعلمتها.
في عام 1893، تزوجت فالنتين من فلوريان ثيوفيل بيرينو، وهو أستاذ يكبرها بـ 14 عامًا، والذي ستتبعه عندما تم نقله. في العام التالي، تم تعيينه في لونس لو سونير، حيث التقت فالنتاين مع تشارلز دومون، أستاذ الفلسفة وزميل زوجها، والذي سيصبح فيما بعد عشيقها وزوجها الثاني.  في عام 1897، تم تعيين بيرينو في كورسيكا، وهو اللقاء الأول بين فالنتاين والبحر الأبيض المتوسط. وتم نقل بيرينو أخيرًا إلى نيورت، حيث توفي في صيف عام 1899.

## الإنتقال إلى باريس
انتقلت الأرملة البالغة من العمر 24 عامًا إلى باريس حيث أعادت تأسيس علاقتها مع تشارلز دومون الوزير المستقبلي للجمهورية الثالثة .  تزوج الزوجان في 20 يونيو 1900 في قاعة المدينة في الدائرة الأولى في باريس. في عام 1902، نظمت صالونًا أدبيًا التقت فيه مع غابرييل دانونزيو ، الذي أطلق عليها لقب الملهمة الأرجوانية، وراشيلدي ، وناتالي كليفورد بارني ، وبول فورت ، وغابرييل تارد ، الذي رآها جنونًا لطيفًا للطبيعة، وألفونس موشا وأوغست رودان ، الذين عرضت لهم صورها، بالإضافة إلى فنانين وسياسيين آخرين. وكانت صداقتها مع النحات الشهير ذات أهمية في حياته الفنية، كما يتضح من مراسلاتهما. أطلق عليها لقب إلهة الجسد الملهم في الرخام. احتفلت بأعماله بقصائد ( المفكر ويديه التي نشرت في قصائد الفخر في عام 1908) ومقال بعنوان الشخصية المزدوجة لأوغست رودان ، نُشر في مجلة لا نوفيل ريفيو في نوفمبر 1906. وكان رودان في كثير من الأحيان ضيف الشرف في حفلاتها، حيث ساهم بحضوره في جعلها مرموقة. 
في عام 1903، خلال جلسة استحضار الأرواح ، التي كانت رائجة في ذلك الوقت، التقت ريتشيوتو كانودو ، الشاعر والكاتب الإيطالي الذي ولد في باري عام 1877. وكان كانودو أيضًا مدير المراجعة لمجلتي Europe Artiste وMonjoie؛ وهو ما كان عنصرًا حاسمًا فيما يتعلق بالدراسات التكعيبية. بالإضافة إلى ذلك، أصبح ريتشيوتو كانودو مؤلف بيان الفن الدماغي.  وبعد ذلك بفترة وجيزة، تقدمت بطلب الطلاق، والذي تم في 20 يناير 1904. تم تداول عدة أسباب للطلاق، بما في ذلك حقيقة أنها ظهرت عارية تقريبًا أمام موشا ورودين، وخطوبة كانودو. وقالت مقدم الطلب إنها تريد متابعة مسيرتها الفنية، وأنها تريد أن تعيش بشكل مستقل.  وبما أن فالنتاين دي سانت بوان كانت مستوحاة بشكل كبير من الأعمال الإبداعية لكانودو ومارينيتي، فقد بدأت ممارستها المستقبلية قبل انتشار موجة المستقبلية بين عامي 1909 و1914. طورت فالنتاين ممارستها الخاصة داخل المستقبلية من خلال الاستلهام من فكرة كانودو بأنها مفاهيمية، وإيروتيكية، وحسية، وفكرة مارينيتي بأنها مدمرة، واستفزازية، وحيوية.  أخذت اسم فالنتاين سانت بوينت وبدأت علاقة قانونية مع كانودو، الذي دعم بنشاط ظهورها الأدبي الأول.

## بدايات أدبية
في يناير 1905 نشرت مقالاً في مجلة The New بعنوان لامارتين المجهولة ( Lamartine Inconnu )، وكان عنوان المقال يشير إلى نسبها الشعري. بعد ذلك نشرت مجموعتها الشعرية الأولى، قصائد البحر والشمس، والتي كانت مستوحاة من رحلتها إلى إسبانيا مع كانودو في العام السابق.  في عام 1906، حظي فيلم الحب ، وهو الجزء الأول من ثلاثية، باستقبال جيد من قبل النقاد. بدأت تعاونها مع العديد من المجلات مثل The Artist Europe ، وThe Mercury ، وThe New Review ، وThe Age ، و La Plume ، و Gil Blas ، التي كان مؤسسها الشاعر فيليبو توماسو مارينيتي . أثار فيلم سفاح القربى الذي ظهر في بداية عام 1907 ردود فعل متباينة من قبل الجمهور والنقاد. كان موضوع الأم التي تحث ابنها على الحب الجسدي هو الأكثر إثارة للجدل. كان عام 1909 مخصصًا للمسرح. في 28 مايو، يقدم مسرح فالنتاين للفنون المسرحية دراما من فصل واحد بعنوان The Fallen والتي نشرتها مجلة The New Review . كان النقد قاسياً، لكن العمل كان الجزء الأول من ثلاثيتها الدرامية مسرح المرأة . في عام 1910 نشرت كتاب المرأة والرغبة ، وهو اعتراف ذاتي غير معترف به مكنها من التعبير عن بعض الحقائق حول نفسية الأنثى وأدوار المرأة في المجتمع. في عام 1911، انتقلت إلى استوديو في 19 شارع تورفيل، حيث أصبح فنها أكثر كثافة وشعبية. شاركت لأول مرة في صالون الأحرار ، حيث عرضت لوحاتها ومطبوعاتها على الخشب حتى عام 1914.
في 17 فبراير 1912، افتتحت أحزابها الأبولونية، التي تحدثت عنها الصحافة. ألقى راشيلدي قراءة لمسرحيته بائع أشعة الشمس وألقى فيليبو توماسو مارينيتي القصائد. ومن بين الحاضرين الآخرين، فيليب بيرثيلوت ، وسان بول رو ، وبوتشيوني ، وجينو سيفيريني ، وكانودو، وفلورنت شميت ، والكونتيسة فينتوريني، ومنديس كاتول.
بالإضافة إلى أعمالها الفنية، كتبت فالنتين دو سانت بوان قطعًا تتناول موضوعات ساخرة مثل الحب والموت. وللتوضيح أكثر، فإن بعض كتاباتها تقارن بين موضوعات الحب إلى جانب ما كان في ذلك الوقت عبارة عن نقاش نظري حول موت الحركة الطليعية. تعتبر هي وتوماسو مارينيتي من الفنانين المستقبليين المعروفين الذين كتبوا بشكل خاص النصوص التي تتحدث ضد الحب. وقد دار جدل حول ما إذا كانت هذه الكتابات حرفية أم نظرية، وبالتالي فقد أثارت هذه الكتابات نهجا غير تاريخي في فحص مثل هذه الأعمال. وقد أثارت أعمال سانت بوان ومارينيتي ضجة بين مؤرخي الأدب والفن، في محاولة لتحديد العلاقة بين الموت والحياة في دراسة الطليعة.

## الارتباط بالمستقبلية
في عام 1912 نشرت بيان المرأة المستقبلية ، والذي كتبته سانت بوينت ردًا على الأفكار المعادية للمرأة في بيان مارينيتي المستقبلي . وقد تم قراءتها في 27 يونيو في قاعة جافو ، محاطة برموز الحركة. يبدأ البيان بالبيان التالي: الإنسانية متوسطة. أغلبية النساء لسن أفضل ولا أدنى من أغلبية الرجال. كلهم متساوون. كلهم يستحقون نفس الازدراء. 
وهكذا هو الحال مع أي جماعة وأي لحظة في الإنسانية، كما هو الحال مع الأفراد. إن الفترات الخصبة، التي يبرز فيها معظم الأبطال والعباقرة من ساحة الثقافة بكل ما فيها من حيوية، هي فترات غنية بالذكورة والأنوثة.

 إن تلك الفترات التي لم تشهد سوى الحروب، مع وجود عدد قليل من الأبطال الممثلين لأن أنفاس الملحمة كانت تقضي عليهم، كانت فترات ذكورية بحتة؛ أما تلك الفترات التي أنكرت الغريزة البطولية، وتحولت نحو الماضي، وأبادت نفسها في أحلام السلام، كانت فترات كانت الأنوثة مهيمنة فيها. نحن نعيش في نهاية إحدى هذه الفترات. إن ما يفتقده الرجال أكثر من النساء هو الرجولة.

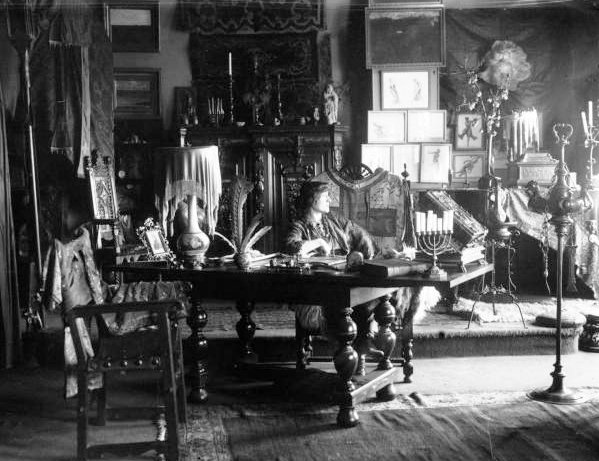
فالنتاين دي سانت بوينت في غرفة المعيشة الخاصة بها عام 1914

ولهذا السبب فإن المستقبلية، حتى مع كل مبالغاتها، صحيحة. 
دافعت سانت بوينت عن مفهوم المرأة المحاربة، على النقيض من المثل الأنثوية العاطفية التقليدية مثل الأم الصالحة، وصاغت مفهوم المرأة الفائقة ( sur-femme )، كنظير للإنسان الفائق النيتشوي ( surhomme ).  كما تناولت موضوع الشهوة، التي وصفها سانت بوينت بأنها قوة. وقد طور سانت بوينت هذا الموضوع إلى بيان ثانٍ، وهو البيان المستقبلي للشهوة (Manifeste futuriste de la luxure) ، والذي نُشر بعد عام واحد. كانت هذه الكتابات، التي تُرجمت في جميع أنحاء أوروبا، بمثابة ضجة كبيرة ووضعت المرأة في مركز مناقشات الحركة المستقبلية، التي كانت تحظى بشعبية متزايدة.  في بيان الشهوة المستقبلي هذا، نظرت في اتجاهين رئيسيين للاختيارات الوجودية للمرأة في المستقبلية.  كما أكدت أن المرأة تمثل المبدأ المحفز العظيم وأن الشهوة عندما ننظر إليها بدون أفكار أخلاقية مسبقة وباعتبارها جزءًا أساسيًا من ديناميكية الحياة، فهي قوة.  بالنسبة لسانت بوينت، فإن الجمع بين الحسي والحسي يؤدي إلى تحرير الروح.  ولكن وفاءً لاستقلالها الفكري، أعلنت سانت بوينت في يناير 1914 في هانزارد : أنا لست مستقبلية، ولم أكن كذلك قط، ولا أنتمي إلى أي مدرسة. ومع ذلك، قيل إن أفكارها حول المستقبلية قد أثرت بها وجهة نظر كانودو المفاهيمية المثيرة والحسية ووجهة نظر مارينيتي المدمرة والاستفزازية. 

## ميتاشوري
في مايو 1913 تم نشر مسرح المرأة في مجلة كانودو الفنية مونجواي! ، التي نشرت مقالات ورسومات لكثير من الفنانين الرائدين في ذلك الوقت. كان من المفترض أن يكون هذا العمل، الذي قدم تصورًا مستقلاً لجماليات الطليعة النسائية، بمثابة ثلاثية، لكنه لم يكتمل أبدًا.  استمرت سانت بوان في تطوير أفكارها حول المسرح والرقص، والتي أصبحت في نهاية المطاف La Métachorie، والتي وصفتها بأنها اندماج كامل للفنون.   اتخذ أول معرض لسانت بوان لـ Métachorie شكل أداء حي في 20 ديسمبر 1913 في مسرح ليون بورييه (كوميديا الشانزليزيه) في باريس. وكان العرض عبارة عن مزيج من الضوء والصوت والرقص والشعر. كانت سانت بوينت عارية تقريبًا، حيث كانت ترتدي فقط قطع حجاب حريري حول أجزاء من جسدها ووجهها.  كان هدف أزيائها هو خلق أشكال هندسية مجردة، بحيث تكون حركاتها هي الشغل الشاغل للجمهور، وليس عاطفة وجهها؛ كان هذا شيئًا مهمًا بشكل خاص بالنسبة لها، حيث لم يكن المستقبليون مهتمين بفكرة التعبير عن العاطفية أو العاطفة داخل أعمالهم.  الموسيقى مأخوذة من La Guerre dans les airs لفلورنت شميت، Debussy's Demoiselle élue، Satie's Les pantines dansent و Hymne au Soleil، و La guerra من براتيلا. يتكون البرنامج من أربعة أقسام: قصائد الحب، قصائد الغلاف الجوي، قصائد الوحدة، قصائد الحرب. في البداية، كان المسرح مغطى بالظلام. ظهرت شخصية مظلمة على خلفية شعار كابالي. تم عرض علامات أخرى على شكل أشكال (مثلث، مستطيل، دائرة، شبه منحرف، متوازي أضلاع، مثمن، ومتعدد السطوح) على الخلفية مع تقدم القصيدة. 

في أكتوبر 1916، نشرت مقالاً يحمل نفس الاسم في مجلة مونتجواي!  وكتبت فيها:
أكتب رقصتي بيانياً على هيئة مقطوعة موسيقية أوركسترالية. وإذا كان الرغبة في خلق رقص أمرا ضروريا حقا، فقد عبرت عن الروح العامة لقصائدي بأسلوب هندسي طبيعي وهو أن الهندسة هي علم الخطوط، أي جوهر كل الفنون البصرية، مثلما أن الحساب هو علم الأرقام، أي جوهر الفنون الإيقاعية: الموسيقى والشعر. ... في الميتاشوري، هي الفكرة التي هي الجوهر، الروح. يقترح الرقص والموسيقى من خلاله، ويمكننا القول أن الميتاكوري يشكل كائنًا حيًا، فكرته هي الروح، ورقصة الهيكل العظمي، والموسيقى والجسد. 
في عام 1917، قدمت سانت بوينت أوبرا ميتاشوري في دار الأوبرا متروبوليتان في نيويورك.   تشتهر سانت بوينت أيضًا بارتداء الأقنعة، والتي تم تفسيرها على أنها طريقتها لتحويل التركيز بعيدًا عن وجهها إلى جسدها أثناء عروضها. 

## الحرب العالمية الأولى
عند اندلاع الحرب العالمية الأولى عام 1914، ناشد ريتشوتو كانودو ، وغيوم أبولينير ، وبليز سيندرارس الفنانين الأجانب الآخرين المقيمين في باريس الانضمام إلى الجيش الفرنسي. انضم كانودو إلى الجيش وقاتل في مقدونيا. انضمت سانت بوينت إلى صفوف الصليب الأحمر ، وعملت سكرتيرة لرودين. في عام 1916 غادرت فرنسا برفقة فيفيان بوستيل دو ماس ودانيال شينيفير (دان روديار) . ذهبوا إلى إسبانيا حيث قضوا أشهر الصيف مع مجتمع الفنانين المتمركز في برشلونة حول ألبرت جليزيس وفرانسيس بيكابيا وآخرين. في نوفمبر 1916 أبحروا إلى الولايات المتحدة. كانت سانت بوينت تفكر في إمكانية إنشاء مراكز للرقص مستوحاة من عملها الكوريغرافي، وأقامت سلسلة من المؤتمرات في جميع أنحاء البلاد حول أوغوست رودان، الذي توفي قبل فترة وجيزة.[بحاجة لمصدر]

## الانتقال إلى دول البحر الأبيض المتوسط
في عام 1918، عادت إلى فرنسا بعد إقامة في المغرب، حيث اعتنقت الإسلام. وفي باريس، اختفى العالم الذي كانت تعرفه، بما في ذلك علاقاتها بأصدقائها القدامى. أصيب كانودو بجرح في جبهته وتحولت علاقتهما إلى صداقة. بين عامي 1919 و1924، قامت بعدة رحلات إلى كورسيكا، حيث حاولت بين قراءتها، بما في ذلك كتاب هيلينا بتروفنا بلافاتسكي "العقيدة السرية"، والتأمل، إنشاء كلية من النخب تعمل على تشكيل "روح البحر الأبيض المتوسط"، أو اندماج الغرب والشرق. فشل المشروع. توفيت والدة سانت بوان في ماكون عام 1920، مما أدى إلى قطع آخر رابط لها مع بورغوندي. ثم في عام 1923، توفي كانودو. في عام 1924 نشرت روايتها الأخيرة، السر. كانت تبلغ من العمر خمسين عامًا تقريبًا في هذا الوقت ولم يتبق شيء يربطها بفرنسا.
في نهاية عام 1924، انتقلت سانت بوان برفقة فيفيان بوستيل دو ماس وجين كانودو، أرملة حبيبها السابق، إلى القاهرة حيث سبقتها شهرتها. انضمت إلى مجموعة من الكتاب والمؤلفين الشباب، الذين نظموا مناظرات ومؤتمرات وفعاليات مسرحية. كتبت لمختلف الصحف مثل صحيفة ليبرتي، وألقت محاضرات. بالتعاون مع جان كانودو، أنشأت مركزًا فكريًا يجمع عناصر كلية النخبة الخاصة بها. وفي نهاية عام 1925، أصدرت مجلة فينيكس، وهي مراجعة لنهضة الشرق، والتي ألقت نظرة ناقدة على السياسات الغربية في الشرق الأدنى والأوسط. لقد تناولت قضايا العالم الإسلامي والقومية العربية ، وتحدت الإمبريالية الأوروبية والهيمنة الثقافية الغربية.
وفي عام 1927 كتبت مقدمة كتاب عن سعد زغلول ، وفي عام 1928 نشر في فرنسا كتاب الحقيقة حول سورية بقلم شاهد عيان . أثارت كتابات سانت بوينت السياسية صراعات شرسة داخل المجتمع الناطق بالفرنسية. اتُهمت بالعمل ضد مصالح فرنسا وبالتجسس لصالح البلاشفة . وفي هذه الأثناء، انتهت المؤتمرات التي نظمها المركز الفكري عدة مرات بنزاعات عنيفة، مما أثار حفيظة السلطات المصرية ودفعها إلى طرد كانودو جين وفيفيان بوستيل دو ماس. وفي أثناء وجودها في القدس عام 1928، وبعد أن قضت شهرين في لبنان لعلاج صحتها التي تدهورت بسبب الاعتداءات التي تعرضت لها، أُبلغت بأنه سيتم منعها من العودة إلى مصر. وناشدت فيليب بيرثيلو ، الأمين العام لوزارة الخارجية. وفي نهاية المطاف، نجح السفير في القاهرة في إقناع السلطات بالسماح لها بالبقاء في مصر، ولكن في المقابل كان عليها أن تتوقف عن جميع أنشطتها السياسية. في عام 1930 أصبحت صديقة لـ رينيه جينون الذي انتقل للتو إلى القاهرة.
قضت نهاية حياتها في دراسة الدين والتأمل، بينما كانت تعيش في فقر مدقع، وتقدم استشارات عرضية حول الاستدلال بالعين المجردة والوخز بالإبر . توفيت في 28 مارس 1953 ودفنت في مقبرة الإمام ليسي حسب التقاليد الإسلامية وباعتبارها روحية نور الدين.

## المعارض
تم تضمين عمل سانت بوينت في معرض النساء في التجريد لعام 2021 في مركز بومبيدو . 

## مؤلفاتها

### الشعر
- قصائد البحر والشمس، ميسيان فانيير (1905)
- قصائد الفخر، طبعات الدير وفيجويري [28] (1908)
- الكرة الشاحبة، يوجين فيجوير (1911)
- الحرب، قصيدة بطولية، فيجويري (1912)
- قافلة الأوهام، الأسبوع المصري، القاهرة (1934)
- Théo-Futurisme، (؟)، القاهرة

### روايات
- ثلاثية الحب والموت: الحب (1906)، وزنا المحارم (1907)، والموت (1909)، وميساين فانيير
- المرأة والرغبة، ميسيان فانيير (1910)
- العطش والسراب، فيجيير (1912)
- السر يتعلق بالماسون ألبرت (1924)

### مسرح
- الساقطون (مسرحية من فصل واحد، 1909)
- الروح أو عذاب مأساة ميسالينا الإمبراطورية في ثلاث مرات مع موسيقى عرضية، تسبقها خطب حول المأساة والشعر المأساوي، فيجيير (1929)
- البيانات والنصوص النظرية والاختبارات
- بيان مستقبلي للمرأة (25 مارس 1912)
- بيان مستقبلي عن الشهوة (11 يناير 1913)
- مسرح المرأة (1913)
- الميتاشوري (1913)
- سعد زغلول أبو الشعب المصري فولاد يغن، مقدمة بقلم فالنتين دو سانت بوان، مجلة كاهيير دو فرانس (1927)
- الحقيقة حول سوريا بقلم شاهد عيان، مجلة كاهيير دو فرانس، سلسلة جديدة (1929)
- فينيكس، مجلة النهضة الشرقية، بقيادة فالنتين دي سانت بوينت (1925 إلى 1927)

## في الإعلام
ظهرت شخصيتها ضمن أحداث مسلسل النص الذي عرض في 2025 تحت شخصية (أن جين) والذي بحسب المسلسل الشخصية مستهلمة من الأديبة الفرنسية فالنتين دي سان.